# ミロイコ・スパジッチ
もしかして
- ミロイコ・スパイッチ

ではありませんか？